# Rádio Antares
A Rádio Antares AM é uma emissora de rádio brasileira localizada na cidade de Teresina, no Estado do Piauí. A emissora é sintonizada na AM 800 kHz.
A emissora pertence a Fundação Antares, ligado ao Governo do Estado do Piauí.
A emissora era conhecida anteriormente como Rádio Piauí AM.

## História
A emissora foi oficialmente inaugurada no dia 3 de dezembro de 1988, no governo de Alberto Silva, e teve como sua primeira diretora, a professora da Universidade Federal do Piauí, a jornalista Muna Cerqueira. No dia 15 de janeiro de 2004, às 9 horas, pelo governador Wellington Dias e o presidente da Fundação Rádio e Televisão Educativa do Piauí, Rodrigo Ferraz, que fez o pronunciamento ao vivo à população piauiense, é inaugurado o Sistema Antares de Rádio, composto pela Rádio Antares AM, Rádio Antares FM e TV Antares.
Na oportunidade, houve visita às dependências da rádio, exposição de fotos mostrando como a rádio foi recebida (abandonada e em completo descaso) e a sua reforma completa. Na solenidade, o músico Edvaldo Nascimento executou o Hino do Piauí e, em seguida, foi descerrada a placa de inauguração, com a bênção do padre Luís Eduardo.

## Das Parcerias
A Rádio Antares AM pretende promover um intercâmbio com a Rádio Netherland da Holanda, a Rádio MEC e Rádio França Internacional, que têm enviado material constantemente, além da Rádio Nacional e CBN, garantindo assim uma programação diversificada e de alta qualidade.

## Da Interatividade
Com uma programação jornalísticos e musical, voltada para os fins educativos e culturais a Rádio Antares disponibilizou telefone e e-mail, além de realizar transmissões ao vivo do local onde estiver a notícia, de forma a conceder ao ouvinte uma interatividade total com a Rádio.
A Rádio Antares, mesmo sendo uma empresa pública, vai se diferenciar das outras, porque oferecerá formas de manter a estrutura funcionando com seu próprio trabalho. Para isso, vai aceitar patrocínios em forma de apoio cultural. Além disso, disponibilizará a prestação de serviços de seu estúdio de gravação, com preços de mercado e qualidade profissional.